# 辽东蒿
辽东蒿（学名：Artemisia verbenacea）为菊科蒿属的植物，为中国的特有植物。分布于中国大陆的华北、陕西、西北、山西、宁夏、内蒙古、甘肃、四川、辽宁、吉林、河北、青海、东北、西南、黑龙江等地，生长于海拔2,200米至3,500米的地区，一般生长在山坡、路旁以及河湖岸边等地，目前尚未由人工引种栽培。

## 别名
蒿（云南植物名录），小花蒙古蒿（内蒙古植物志）

## 异名
- Artemisia mongolica (Fisch. ex Bess.) Nakai var. verbenacea Pamp.